# Grundstigningsskyld
Grundstigningsskyld var en dansk ejendomsskat, der i perioden 1926-65 blev opkrævet af grundværdistigninger over en vis grænse. I første halvdel af 1960'erne udgjorde den op til en tiendedel af de samlede ejendomsskatter. Tanken bag grundstigningsskylden var, at samfundsskabte værdistigninger på jorden ikke bør tilfalde den enkelte jordejer, men tilfalde hele samfundet. 
Grundstigningsskylden var oprindelig kommunal, men med Kanslergadeforliget i 1933 blev den til en statslig afgift. Under trekantregeringen 1957-60 blev den forhøjet, men da Retsforbundet, der var den største fortaler for jordskatter i dansk politik, gled ud af Folketinget i 1960, fik den atter mindre betydning. Et af argumenterne for afgiftens afskaffelse i 1965 var, at den var administrativt besværlig.